# دفتر بازگشت به زادبوم
دفتر بازگشت به زادبوم (به فرانسوی: Cahier d'un retour au pays natal) نام یک کتاب ادبی است که توسط امه سزر، نویسندهٔ اهل فرانسه نوشته شده‌است. این کتاب یکی از آثار مشهور ادبی جهان است.
امه سه زر بعد از تحصیلات ابتدایی در مارتینیک، برای تحصیلات دانشگاهی به فرانسه رفت و همزمان با تحصیلات نگارش اولین اثر شعری خود به نام «دفتر بازگشت به زادبوم» را در سال ۱۹۳۵ آغاز کرد.
این کتاب در سال ۱۹۳۹ میلادی به چاپ رسید که در آن برای نخستین بار واژه معروف امه سزر «سیاه‌وارگی » به چشم می‌خورد.